# Парадокс Бертрана (экономика)
Парадокс Бертрана в экономической теории — ситуация, когда два олигополиста, конкурируя между собой и достигнув равновесия Нэша, оказываются с нулевой полной прибылью. Парадокс назван по имени Жозефа Бертрана, разработавшего его формулировку.
Парадокс проявляется в модели Бертрана, описывающей конкуренцию в олигополии. Модель в простейшем варианте, в котором и проявляется парадокс, рассматривает очень упрощённый рынок и использует очень сильные допущения:
- компании производят одинаковый товар, спрос ограничен и как-либо задан;
- компания, назначившая наименьшую цену, получает себе весь спрос;
- если наименьшую цену назначили две и более компании, они делят спрос поровну.

Допустим, две компании A и B вышли на рынок и назначили некоторые цены pA и pB. Допустим, pA < pB. Цена компании B больше, и спрос на её товар равен 0. Чтобы получить спрос, ей нужно назначить цену не выше pA. Если она назначит цену равную pA, то получит себе половину рынка, а если снизит ещё на бесконечно малую величину o (pA-o), то спрос удвоится до всего рынка.
Таким образом компаниям выгодно поочерёдно снижать цены вплоть до уровня предельных издержек, то есть себестоимости (предполагается, что она одинаковая у А и В). Повышать цену невыгодно никому, снижать цену тоже невыгодно — это ведёт к убыткам. Эта ситуация будет равновесием Нэша.
Парадокс заключается в том, что если на рынке была монополия, а затем пришла ещё одна фирма (стала дуополия), цена сразу падает до уровня рынка совершенной конкуренции и остаётся такой же со входом других фирм на рынок. Это не реалистично, поскольку в дуополии фирмы не конкурируют так ожесточённо, и эмпирические исследования показывают, что дуополии работают с прибылью. Кроме того, с ростом числа фирм на рынке цены снижаются.
Некоторые принципы, которые не соблюдает парадокс Бертрана:
- Ограничения производственных мощностей — Иногда у фирм нет мощностей, чтобы удовлетворить весь спрос. В вариации модели Бертрана также учитывается этот неудовлетворённый, остаточный спрос.
- Динамическая конкуренция — повторение игры может привести к тому, что цена будет выше предельных издержек.
- Больше прибыли за бо́льшую цену — если одна фирма назначила цену значительно выше, вторая может поднять свою и увеличить прибыль, таким образом цены могут расти.